# Okno na pierwszym piętrze
Okno na pierwszym piętrze – jednoaktowy dramat Józefa Korzeniowskiego ogłoszony w 1844 r.

## Treść
Tematem utworu jest zdrada małżeńska, której dopuszcza się Hrabina Rozalia z Kapitanem. Hrabia początkowo nie chce wierzyć w niewierność żony,  jednak za namową sługi zaczyna z ukrycia obserwować dom. Dochodzi do konfrontacji w sypialni Hrabiny. Aby chronić dobre imię żony, Hrabia nakazuje Kapitanowi, aby wyskoczył oknem z pierwszego piętra, co ten czyni. W kolejnych krokach Hrabia zaciera ślady cudzołóstwa i godzi się na pozostanie żony w domu ze względu na jej uczucia do dzieci.